# Сікассо
Сіка́со, Сікасо (фр. Sikasso) — місто в південній частині Малі. Є адміністративним центром однойменного регіону і другим містом в Малі за чисельністю населення, яке за даними на 2012 рік складає 213 977 осіб. За даними перепису 1998 населення Сікассо налічувало 113 803 чол..

## Загальні відомості
Сікассо розташований за 375 км на південний схід від столиці країни, міста Бамако, за 100 км на північ від кордону з Кот-д'Івуаром та за 45 км на захід від кордону з Буркіна-Фасо.
Сікассо населяють кілька етнічних груп: бамбара, сенуфо, бобо, мандінка.
Сікассо — дуже розвинутий сільськогосподарський регіон. Вирощуються фрукти та овочі, які забезпечують стабільний дохід в казну міста, позбавляючи його від дотаційною залежності.
У місті є міжнародний аеропорт Сікассо.

## Клімат
Клімат міста характеризується як типовий субекваторіальний. Річні коливання температури в місті невелекі, а вологий сезон виражений різко, і продовжується приблизно половину року. Річна норма опадів становить близько 1200 мм; майже всі вони випадають в період з травня по вересень. Сухий сезон виражений в зимові місяці. Найбільш дощовий і найбільш прохолодний місяць — серпень. Найспекотніші місяці — березень і квітень, коли середні максимуми перевищують 37 °C.